# ویکرز والکان
ویکرز والکان (به انگلیسی: Vickers Vulcan) یک هواپیمای ساختِ کارخانهٔ ویکرز در کشور بریتانیا است که در سال ۱۹۲۲ ساخته شد. نخستین استفاده‌کنندهٔ این هواپیما اینستون ایر لاین بوده‌است. این هواپیما برای نخستین بار در ۱ آوریل ۱۹۲۲ میلادی مورد استفاده قرار گرفت.